# Бельск (Иркутская область)
Бельск — село в Черемховском районе Иркутской области России. Административный центр Бельского муниципального образования.
Имеет статус «архитектурной и ландшафтной заповедной территории» (постановление коллегии Минкультуры РСФСР).

## География
Село Бельск находится в Черемховском районе Иркутской области. Находится примерно в 31 км к югу от районного центра.

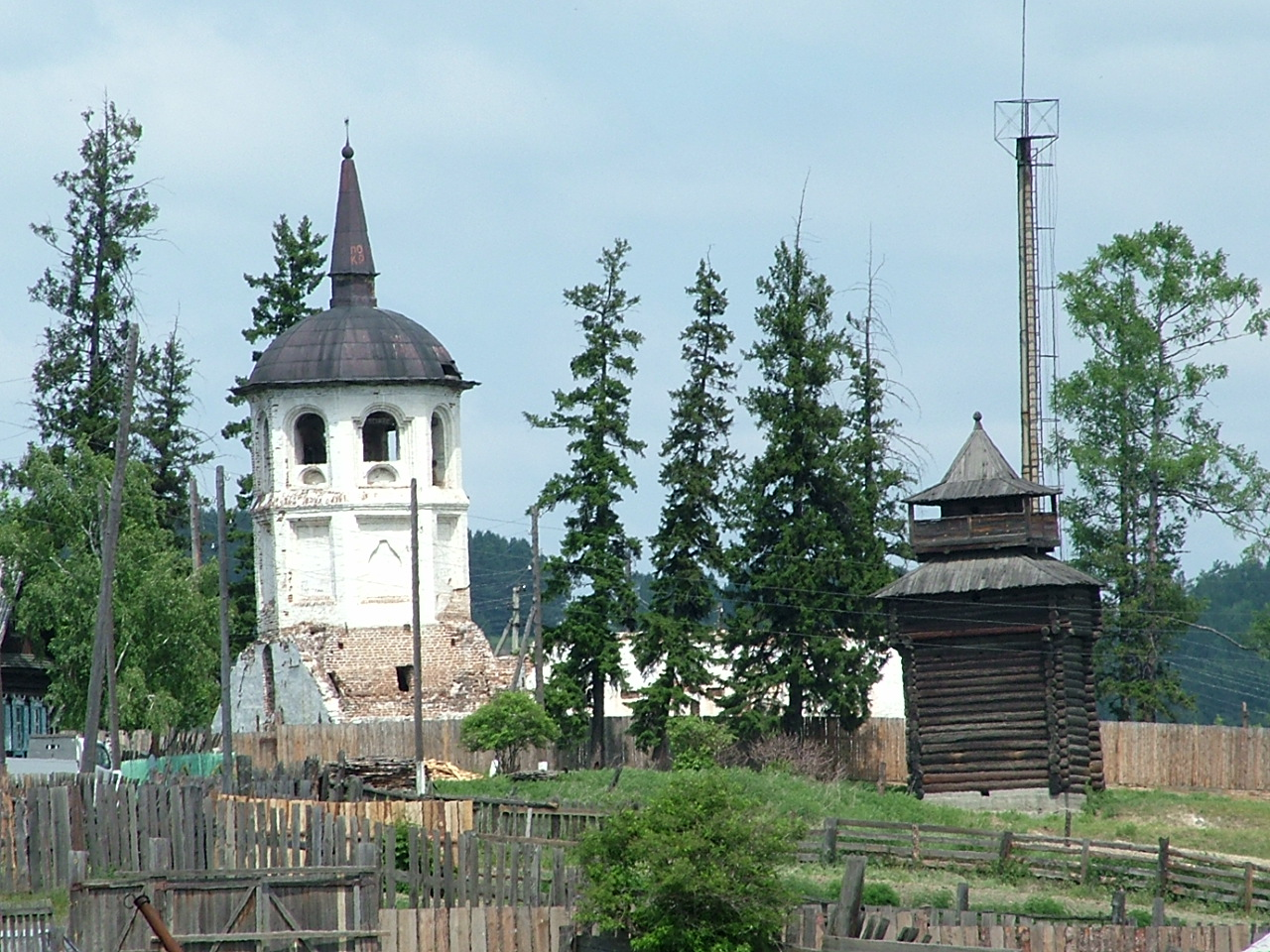
Бельск

## История
Официально годом основания считается 1691 год — год постройки Бельского острога.

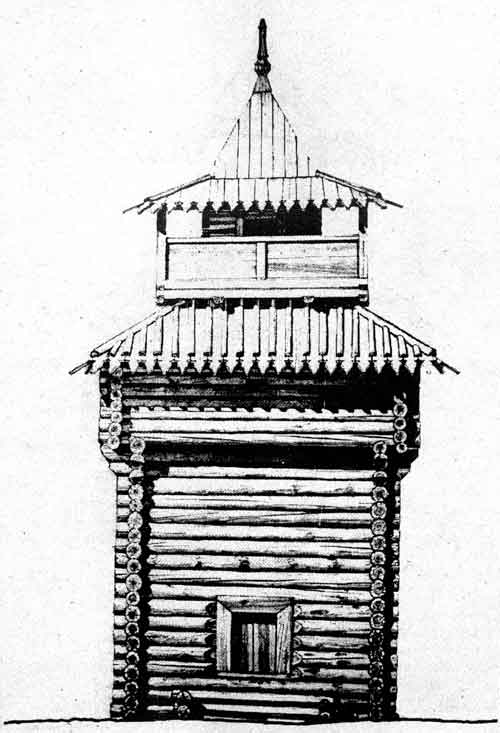
Бельская острожная башня

В 1691 году иркутский воевода поставил в Бельском остроге своего наместника, боярского сына Евдокима Курдюкова.
В 1836 году семья декабриста Ивана Александровича Анненкова и Полины Гёбль прибыла на поселение, жена и дети сначала были в Иркутске из-за нездоровья, а Иван Александрович выехал на место поселения село Бельское и нанял у одной вдовы дом. «Который как и все крестьянские дома в той местности, состоял из двух комнат: одна чистая, с голландской печкой, другая — с огромною русскою. Обе комнаты разделялись широкими сенями, где впоследствии с большим трудом удалось устроить плиту…». Как вспоминает уже ставшая взрослой Ольга Ивановна «ни мебели, ни посуды…немыслимо было достать… Чтобы иметь хотя бы молоко, пришлось заводить свое хозяйство, которое отец решил устроить на манер крестьянских, и двор наш начал наполняться лошадьми, коровами, птицею и вообще всем необходимым, чтобы жить не покупая ничего, так как купить было негде». Только после обращения к губернатору Бельский исправник Мандрыка отвел Анненковым земли для хлебопашества и сенных покосов.
Петр Федорович Громницкий (1801—1851) — уроженец Пензенской губернии, из мелкопоместных дворян также находился на поселении в Бельске с декабря 1835 года по 1851 год.
В XIX веке Бельск уже был большим, богатым, купеческим селом. Здесь было три завода — кирпичный, маслозавод, пивоваренный (хозяин баварец Миллер), и кожевенное производство.
Семья Гавриила Илларионовича и Агнии Степановны Рубановских заложила в селе Бельск целую учительскую династию. Они приехали в село не позже 1906 года.
В январе 1920 года со стороны Черемхова в Бельск пришла армия Каппеля.
А уже в апреле 1920 года представитель из Черемхова Южаков проводил запись в комсомол.
В 1926 году село Бельское состояло из 299 хозяйства, основное население — русские. Центр Бельского сельсовета Черемховского района Иркутского округа Сибирского края.
Великая Отечественная война взяла свою дань с села Бельск, на установленной на обелиске мемориальной доске — 156 имен, в том числе Герой Советского Союза Николай Андреевич Иванов. Воевал на Западном, Центральном, Белорусских фронтах, погиб в апреле 1945 года у города Хагельсберга. Уже в 1990-х годах в честь него была переименована главная улица села — Большая, теперь она называется улицей Иванова.
После войны, в 1951 году на территории Бельского сельсовета решением сверху были объединены все колхозы в один — имени Калинина.
В 1940—1950-е годы были построена новая двухэтажная школа, четыре магазина. Был открыт пионерский лагерь, позже их здесь было 3 или 4.
В 1960 году в Черемховском районе создали совхоз-гигант «Черемховский», включавший девять филиалов от реки Белой до реки Ангары. В него вошло Бельское отделение. Но уже в 1964 году гигант распался на три совхоза, один из которых стал основой и современного Бельского хозяйства.

## Архитектурные памятники
Сретенская церковь. В 1788 году стала центром острога. После пожара остались только каменные руины.
Пятая острожная башня, которая представляет собой сруб, выполненный без единого гвоздя, с бойнями и балконом, где дежурили смотровые. Стоит на своем историческом месте по сей день, единственная оставшаяся из тысяч подобных башен от Урала до Дальнего Востока. Четыре других башни перевезены на территории этнографических музеев.
В общей сложности, в селе сохранилось 13—14 старинных домов.

## Население
| 2002 | 2010  | 2011  | 2012  |
| ---- | ----- | ----- | ----- |
| 1223 | ↘1175 | ↘1171 | ↘1144 |